# Enrique Román Sierra
Enrique Román Sierra (La Plata, 2 de octubre de 1955; detenido-desaparecido el 22 de noviembre de 1977 en Ituzaingo, Buenos Aires) fue un militante de Montoneros, víctima de la última dictadura cívico militar de Argentina.

### Breve reseña
Enrique Román Sierra pertenecía a la Juventud Universitaria Peronista (JUP) de la Facultad de Derecho de La Plata. Al momento de su desaparición, vivía con su pareja Lucía Tartaglia y otras dos parejas también pertenecientes a Montoneros.

El grupo de militantes había planificado los pasos a seguir en caso de ser víctimas de un operativo represivo: en primer lugar huirían Domingo Roque Alconada (hijo de Marta Alconada y responsable JUP-Derecho en La Plata) y su compañera María Tapia; luego les seguirían Horacio Benavídez y su compañera Estela Rossi y en último término, si aún era posible, Enrique Sierra y Lucía Tartaglia.

El grupo siguió los pasos previstos cuando un grupo de militares intentaron allanar su vivienda y todos ellos pudieron salvar su vida en esa ocasión. El episodio está relatado en el libro de Oscar Gatica titulado “Lucía. Una historia de militancia y alegría”.

#### Jugador de rugby
Jugó en el club La Plata Rugby Club. En la década del 70 veinte deportistas de La Plata Rugby Club (LPRC) sufrieron desaparición forzada,  víctimas del terrorismo de Estado. Su historia dio origen al libro del periodista Claudio Gómez, titulado "Maten al rugbier".  La represión en los 70 se ensañó con la ciudad de La Plata.

#### Secuestro
El 18 de noviembre de 1977 Enrique fue secuestrado por fuerzas de la Policía de la Provincia de Buenos Aires y la Fuerza Aérea Argentina, según se detalla en el recordatorio de la Municipalidad de Morón. Fue visto en el centro clandestino de detención “Club Atlético” antes de su asesinato. Su cuerpo apareció días después.